# Luigi Della Rocca
Luigi Andrea Della Rocca (Brindisi, 2 settembre 1984) è un allenatore di calcio ed ex calciatore italiano, di ruolo attaccante, tecnico della squadra Under-18 del Bologna.

## Biografia
È fratello maggiore del calciatore Francesco Della Rocca, di tre anni più giovane.

## Carriera

### Club

#### Gli inizi al Bologna e i vari prestiti
Cresciuto nel Bologna, esordisce in serie A non ancora diciassettenne nella stagione 2000-2001 a San Siro il 17 giugno contro l'Inter, gara terminata 2-1. Nelle prime tre stagioni in rossoblù scende in campo 18 volte, realizzando 2 reti.
Nell'estate del 2003 viene ceduto in prestito al Catania in Serie B, ma in Sicilia rimane soltanto mezza stagione, giocando 12 partite senza mai segnare. A gennaio passa infatti all'Atalanta, sempre tra i cadetti, dove colleziona 6 presenze, ancora senza gol all'attivo.
Ritornato alla casa madre nell'estate del 2004, in agosto si trasferisce in prestito al Pisa in Serie C1 dove, in mezza stagione, realizza 2 reti in 12 apparizioni.

#### Il ritorno al Bologna
Nel gennaio del 2005 ritorna al Bologna, che termina la stagione con la retrocessione in Serie B. In quelle che diverranno le ultime presenze in Serie A della sua carriera, realizza una rete in 4 partite. Rimane alla squadra emiliana anche per la stagione successiva, in cui gioca 26 partite, mettendo a segno 4 reti.

#### Triestina
Il campionato di Serie B 2006-2007 lo gioca a metà tra Bologna e Trieste, passando in prestito agli alabardati nel gennaio del 2007.
Venerdì 26 giugno 2009 viene ufficializzato il passaggio a titolo definitivo del giocatore alla Triestina.

#### Portogruaro
A fine agosto 2011, dopo un campionato negativo culminato con la retrocessione della Triestina, il giocatore si accorda con il Portogruaro, squadra di Prima Divisione, firmando un contratto che lo lega alla società veneta per tre anni.

#### Carpi
Nel mercato di riparazione del gennaio 2013 l'attaccante si trasferisce ufficialmente al Carpi, che al termine della stagione ottiene la promozione in Serie B. Rimane nella squadra emiliana anche nella stagione successiva, nella quale gioca in Serie B.

#### Cremonese
A gennaio 2014 passa a titolo definitivo alla Cremonese in Lega Pro Prima Divisione.

#### Lecce
Dopo un lungo interesse della squadra salentina, il 12 luglio passa al Lecce firmando un contratto biennale. Esordisce con i giallorossi il 10 agosto 2014, in Coppa Italia, nella gara vinta 5-0 contro il Foligno. Il 6 settembre seguente mette a segno il suo primo gol con il Lecce nella partita di campionato casalinga contro il Barletta, vinta 1-0 dai salentini.

#### Novara
Dopo sei mesi deludenti nel capoluogo salentino passa il 2 febbraio (l'ultimo giorno di mercato) al Novara in prestito. Con la squadra piemontese conquista la promozione in Serie B, dopo aver vinto la Lega Pro.

#### Rimini
Il 22 agosto 2015, rientrato al Lecce dopo il prestito, si trasferisce nuovamente a titolo temporaneo al Rimini. Gioca 12 partite di campionato senza mai riuscire a trovare la via del gol, poi a gennaio riporta un serio infortunio che gli fa chiudere anzitempo la stagione. Il 31 agosto 2016 rescinde consensualmente il proprio contratto con la società salentina.
Nel luglio 2017 a Coverciano si allena con altri giocatori svincolati e inizia il corso da allenatore UEFA B che consente di allenare in Serie D.

#### Sasso Marconi e il ritiro
Dopo un anno senza contratto, nel 2017 viene ingaggiato dal Sasso Marconi, formazione bolognese al debutto assoluto in Serie D con cui disputa quattro stagioni.

### Nazionale
Conta diverse presenze nelle rappresentative giovanili azzurre ed un titolo europeo vinto con l'Under-19 nel 2003.

### Allenatore
Il 15 febbraio 2021, dopo l'esonero di Davide Marchini, viene nominato allenatore-giocatore del Sasso Marconi, con la squadra al penultimo posto del girone D della Serie D. Dopo pochi giorni comunica che svolgerà solamente il ruolo di allenatore, ritirandosi di fatto dall'attività agonistica. A giugno 2021 la società annuncia di aver confermato la fiducia al tecnico per la stagione 2021-22. Il 15 marzo 2022, dopo la sconfitta sul campo della Sammaurese e con la squadra in zona playout, viene sollevato dall'incarico.
Nel settembre del 2022, dopo essere diventato allenatore dell'Under-18 del Bologna, sua ex squadra, consegue il patentino UEFA A a Coverciano che abilita ad allenare formazioni giovanili e squadre fino alla Lega Pro e consente di essere allenatore in seconda in Serie A e B.

## Statistiche

### Presenze e reti nei club
| Stagione             | Squadra              | Campionato           | Campionato | Campionato | Coppe nazionali | Coppe nazionali | Coppe nazionali | Coppe continentali | Coppe continentali | Coppe continentali | Altre coppe | Altre coppe | Altre coppe | Totale | Totale |
| Stagione             | Squadra              | Comp                 | Pres       | Reti       | Comp            | Pres            | Reti            | Comp               | Pres               | Reti               | Comp        | Pres        | Reti        | Pres   | Reti   |
| -------------------- | -------------------- | -------------------- | ---------- | ---------- | --------------- | --------------- | --------------- | ------------------ | ------------------ | ------------------ | ----------- | ----------- | ----------- | ------ | ------ |
| 2000-2001            | Bologna              | A                    | 1          | 0          | CI              | 0               | 0               | -                  | -                  | -                  | -           | -           | -           | 1      | 0      |
| 2001-2002            | Bologna              | A                    | 6          | 0          | CI              | 3               | 0               | -                  | -                  | -                  | -           | -           | -           | 9      | 0      |
| 2002-2003            | Bologna              | A                    | 11         | 2          | CI              | 1               | 0               | -                  | -                  | -                  | -           | -           | -           | 12     | 2      |
| 2003-gen. 2004       | Catania              | B                    | 12         | 0          | CI              | 0               | 0               | -                  | -                  | -                  | -           | -           | -           | 12     | 0      |
| gen.-giu. 2004       | Atalanta             | B                    | 6          | 0          | CI              | -               | -               | -                  | -                  | -                  | -           | -           | -           | 6      | 0      |
| 2004-gen. 2005       | Pisa                 | C1                   | 12         | 2          | CI-C            | 0               | 0               | -                  | -                  | -                  | -           | -           | -           | 12     | 2      |
| gen.-giu. 2005       | Bologna              | A                    | 4          | 1          | CI              | -               | -               | -                  | -                  | -                  | -           | -           | -           | 4      | 1      |
| 2005-2006            | Bologna              | B                    | 26         | 4          | CI              | 0               | 0               | -                  | -                  | -                  | -           | -           | -           | 26     | 4      |
| 2006-gen. 2007       | Bologna              | B                    | 14         | 2          | CI              | 1               | 0               | -                  | -                  | -                  | -           | -           | -           | 15     | 2      |
| Totale Bologna       | Totale Bologna       | Totale Bologna       | 62         | 9          |                 | 5               | 0               |                    | -                  | -                  |             | -           | -           | 67     | 9      |
| gen.-giu. 2007       | Triestina            | B                    | 9          | 2          | CI              | -               | -               | -                  | -                  | -                  | -           | -           | -           | 9      | 2      |
| 2007-2008            | Triestina            | B                    | 25         | 4          | CI              | 0               | 0               | -                  | -                  | -                  | -           | -           | -           | 25     | 4      |
| 2008-2009            | Triestina            | B                    | 36         | 11         | CI              | 2               | 0               | -                  | -                  | -                  | -           | -           | -           | 38     | 11     |
| 2009-2010            | Triestina            | B                    | 32+1       | 7          | CI              | 4               | 1               | -                  | -                  | -                  | -           | -           | -           | 36     | 8      |
| 2010-2011            | Triestina            | B                    | 21         | 2          | CI              | 1               | 0               | -                  | -                  | -                  | -           | -           | -           | 22     | 2      |
| Totale Triestina     | Totale Triestina     | Totale Triestina     | 123+1      | 26         |                 | 7               | 1               |                    | -                  | -                  |             | -           | -           | 131    | 27     |
| 2011-2012            | Portogruaro          | 1D                   | 23         | 2          | CI+CI-LP        | 0               | 0               | -                  | -                  | -                  | -           | -           | -           | 23     | 2      |
| 2012-gen. 2013       | Portogruaro          | 1D                   | 16         | 9          | CI+CI-LP        | 2+0             | 2               | -                  | -                  | -                  | -           | -           | -           | 18     | 11     |
| Totale Portogruaro   | Totale Portogruaro   | Totale Portogruaro   | 39         | 11         |                 | 2               | 2               |                    | -                  | -                  |             | -           | -           | 41     | 13     |
| gen.-giu. 2013       | Carpi                | 1D                   | 12+4       | 5+2        | CI+CI-LP        | -               | -               | -                  | -                  | -                  | -           | -           | -           | 16     | 7      |
| 2013-gen. 2014       | Carpi                | B                    | 5          | 0          | CI              | 1               | 0               | -                  | -                  | -                  | -           | -           | -           | 6      | 0      |
| Totale Carpi         | Totale Carpi         | Totale Carpi         | 17+4       | 5+2        |                 | 1               | 0               |                    | -                  | -                  |             | -           | -           | 22     | 7      |
| gen.-giu. 2014       | Cremonese            | 1D                   | 14+3       | 4+1        | CI+CI-LP        | -               | -               | -                  | -                  | -                  | -           | -           | -           | 17     | 5      |
| 2014-feb. 2015       | Lecce                | LP                   | 21         | 1          | CI+CI-LP        | 2+1             | 0               | -                  | -                  | -                  | -           | -           | -           | 24     | 1      |
| feb.-giu. 2015       | Novara               | LP                   | 11         | 1          | CI+CI-LP        | -               | -               | -                  | -                  | -                  | SLP         | 1           | 0           | 12     | 1      |
| 2015-2016            | Rimini               | LP                   | 12         | 0          | CI+CI-LP        | -               | -               | -                  | -                  | -                  | SLP         | -           | -           | 12     | 0      |
| 2017-2018            | Sasso Marconi        | D                    | 26         | 2          | CI-D            | -               | -               | -                  | -                  | -                  | -           | -           | -           | 26     | 2      |
| 2018-2019            | Sasso Marconi        | D                    | 29+1       | 4+1        | CI-D            | 1               | 0               | -                  | -                  | -                  | -           | -           | -           | 36     | 5      |
| 2019-2020            | Sasso Marconi        | D                    | 22         | 3          | CI-D            | 1               | 0               | -                  | -                  | -                  | -           | -           | -           | 17     | 4      |
| 2020-2021            | Sasso Marconi        | D                    | 15         | 4          | -               | -               | -               | -                  | -                  | -                  | -           | -           | -           | 15     | 4      |
| Totale Sasso Marconi | Totale Sasso Marconi | Totale Sasso Marconi | 92+1       | 13+1       |                 | 2               | 0               |                    | -                  | -                  |             | -           | -           | 95     | 14     |
| Totale carriera      | Totale carriera      | Totale carriera      | 407+7      | 67+4       |                 | 21              | 3               |                    | -                  | -                  |             | -           | -           | 441    | 81     |

## Palmarès

### Giocatore

#### Club
- Lega Pro: 1

Novara: 2014-2015
- Supercoppa di Lega Pro: 1

Novara: 2015

#### Nazionale
- Campionato d'Europa Under-19: 1

Liechtenstein 2003